# Madrid (Kolumbia)
Madrid – miasto w Kolumbii, w departamencie Cundinamarca.